# Shōjo-ai
Shōjo-ai är en genre inom manga och anime. Genren kretsar kring lesbiska eller bisexuella kvinnor/flickor som har ett förhållande med varandra.

## Beskrivning
Till skillnad från yuri kretsar inte innehållet kring det sexuella, och ibland kan det undvaras helt och hållet. Motsvarande skillnad finns hos shōnen-ai jämfört med yaoi. Shōjo-ai-författare är oftast män, men av läsarna finns det ungefär lika många kvinnor som män.[källa behövs] Oftast brukar shōjo-ai förknippas med seinen-tidningar och serier som går i dessa.

## Svensk utgivning
Mangismo har givit ut shōnen-ai-serien Gravitation.